# ブライトの憂鬱
『ブライトの憂鬱』は、竹宮惠子作の漫画作品、月刊メロディ掲載、単行本全2巻。

## 概要
『私を月まで連れてって!』最終回に誕生した八重とハリアンの双子の子供、ブライトとナナ（七重）を中心に描くSFヒューマンドラマ。
旧作の主人公、子供心を忘れない大人ダン・マイルドと、ブライトのESPの家庭教師を務める妻のニナは「少年を導く大人」という重要な役回りを担う。

## ストーリー
大人びた美貌と聡明さを発揮するブライト・シェラトンは、母・八重にとって若き日に事故死した恋人である同名の伯父ブライトを思い起こす容姿に成長していた。ESP（超能力者）としての能力の片鱗を見せ始めたブライトは双子の妹・七重（ナナエ）の良き、そして強力なナイトぶりを発揮するが、人の心を読めるブライトにとって思春期特有の純真さと社交界の不潔さは深い「憂鬱」をもたらしている。なかなか「妹ばなれ」できないブライトが、ダンやニナの導きもあり成長していく姿を描く。

## 登場人物
ブライト・シェラトン
本作の主人公。ハリアンと八重の息子。シェラトン財閥の後継者候補。Vol.1時は10歳。Vol.2時は15歳で大学生。後にダンの計らいで火星ステーションの宇宙作業者訓練校へ編入する。
七重（ななえ）・シェラトン
ハリアンと八重の娘。ブライトの双子の妹。
レナルド・サーベンタイン
サンライト興業次期社長候補。テラフォーミングの研究者。七重の許嫁。
クオ・テイ
火星生まれ。火星ステーションの宇宙作業者訓練校の生徒。進学校に入学したが火星で生きることを選択して宇宙作業者訓練校に進学した。のちにブライトとは親友になる。
ハリアン・シェラトン
ブライト、七重の父。シェラトン財閥総帥。親バカぶりを発揮し、妻であり大株主の八重には頭が上がらない。
八重（やえ）・シェラトン
ブライト、七重の母。ハリアンの妻。シェラトン財閥の後継者候補であり、大株主。一方でかつてのメゾンの古くからの顧客のハウスキーパーも務めるスーパーレディ。ブライトの姿にかつて宇宙事故で亡くなった恋人の姿を重ねて心配している。未熟児で生まれた七重の行く末を心配して生まれたばかりのブライトに守るように語った。七重から独立できないブライトを心配している。ダンのことは専門家として信頼している。
ダン・マイルド
前作の主人公。Vol.1時の階級は空軍大佐。Vol.2以後は准将。A級の宇宙飛行士。パイロット。八重のもと雇い主。ハリアンと八重の近しい友人。17歳差のニナと結婚している。ブライトの理解者であり、指導的な立場にいる。ブライト、七重、レナルドの初対面での反応を見て、火星の寄宿校でクアをブライトに引き合わせる算段をする。
ニナ・フレキシブル・マイルド
前作の主人公。ダンの妻。強力なESP（超能力者）。ブライトの前に出る際などはESPで10歳の姿になる。ドロシーとブライトの17歳の年の差の恋に0歳のときにダンと恋に落ちた未来からタイムスリップした17歳の自分の暗示により恋人になることが運命づけられた、かつての自分とダンの姿を重ねて応援している。
ドロシー・マイルド
ダンとニナの娘。強力なESP。生まれる前に謎の少女として16歳のブライトの前に現れる。0歳。
アーチボルト（アーチー）・フレキシブル
ニナの兄。フレキシブル家の長男。火星ポート進学校の教師。クアはもと教え子。クアの存在をダンに教える。
SABURINA
アーチーが製作し、お八重さんが拾って活用しているハウスキーパー・ロボット。文庫版のあとがきでお八重さんの代わりにドロシーの相手をしている姿が描かれる。

## サブタイトル
1. Vol.1 - 2000年（平成12年）『メロディ 10月号』）
2. Vol.2 チョコレートにミルクが混ざるとき - 2001年（平成13年）『メロディ 10月号、11月号』
3. Vol.3 フレンドリーな悪魔 - 2002年（平成14年）『メロディ 10月号、11月号』
4. Vol.4 氷のように輝く君に - 2004年（平成16年）『メロディ 10月号、11月号』

## 単行本
- 白泉社、ジェッツコミックス
  1. 2002年4月26日発売。ISBN 978-4-592-13289-9
  2. 2005年1月28日発売。ISBN 978-4-592-14200-3
- 白泉社、白泉社文庫 - 書き下ろしの後日談を収録。2012年1月17日発売。ISBN 978-4-592-88878-9